# Robert Chambers (Verleger, 1802)

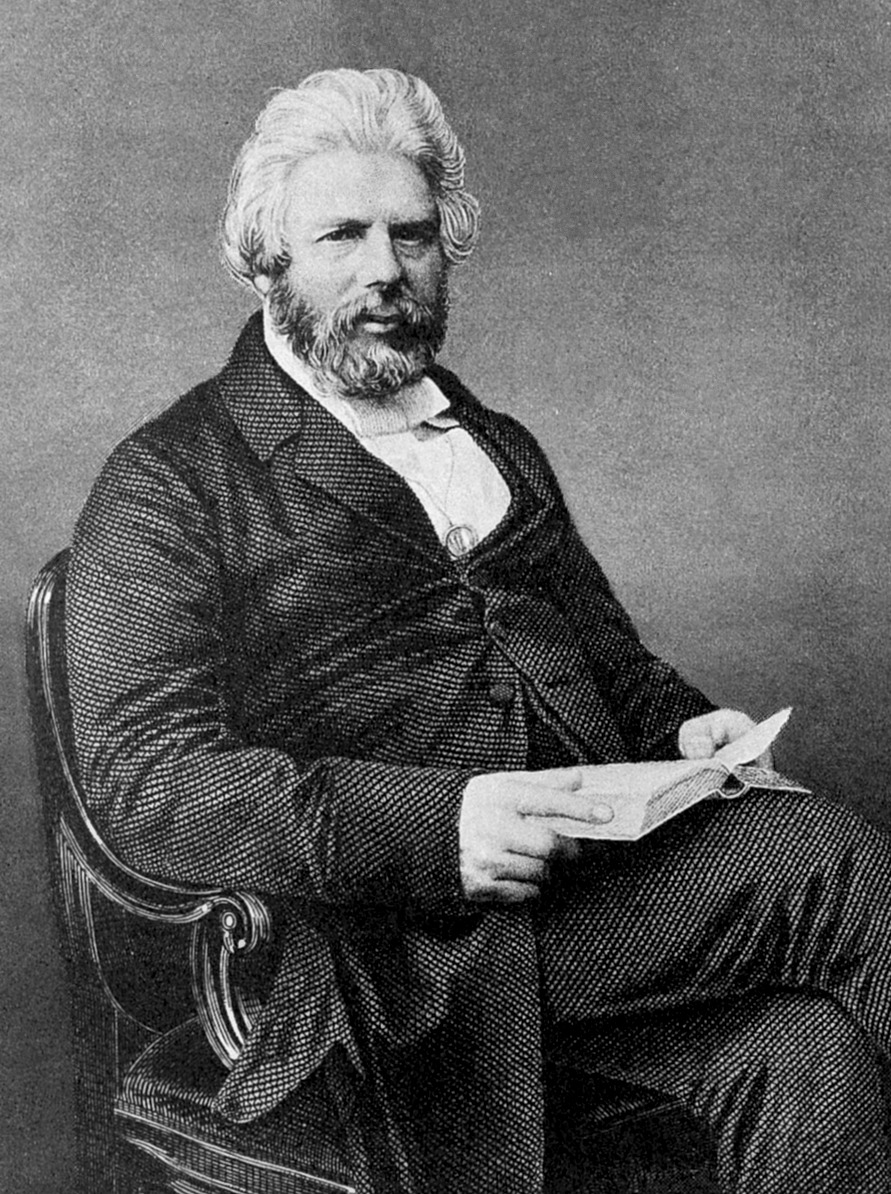
Robert Chambers

Robert Chambers (* 10. Juli 1802 in Peebles; † 17. März 1871 in St Andrews) war ein schottischer Autor, Geologe, Literat und zu seiner Zeit einer der erfolgreichsten Verleger Großbritanniens.

## Leben
Robert und sein älterer Bruder William Chambers (1800–1883) wurden in dem schottischen Städtchen Peebles am Tweed geboren. Ihr Vater James Chambers, war ein Baumwollfabrikant und -händler, der gelegentlich Bücher für seine Hausbibliothek kaufte. Die Mutter Jean (geborene Gibson) stammte ebenfalls aus diesem Ort. Chambers besuchte die örtliche Bürgerschule und das Gymnasium des Ortes, wo er auch Unterricht in Latein erhielt. Robert und William litten beide an Polydaktylie. Von Geburt an hatten sie sechs Finger an jeder Hand und sechs Zehen an jedem Fuß. Ihre Eltern versuchten die Fehlbildung durch Operationen korrigieren zu lassen. Während diese bei William komplikationslos verliefen, zeigten sich bei Robert bleibende Lähmungserscheinungen. Deshalb zog er sich schon als Kind oft mit seinen Büchern zurück.
Eines Tages entdeckte er in seinem elften Lebensjahr zu Hause ein Exemplar der vierten Ausgabe der Encyclopædia Britannica, die der Vater in einer Truhe auf dem Dachboden verwahrte. Er begann sofort damit, dieses 20-bändige Werk eingehend zu studieren. Weitere Bücher aus der örtlichen Leihbibliothek förderten sein Interesse an Literatur. Etwa zu dieser Zeit geriet der Vater in Schwierigkeiten, da die Entwicklung des mechanischen Webstuhls den Betrieb bedrohte und ihn zwang Tuchhändler zu werden. Er ging 1813 nach Edinburgh, um dort Geld zu verdienen. Die Familie folgte ihm bald dorthin. Chambers war ursprünglich für eine kirchliche Laufbahn bestimmt und besuchte daher eine „angesehene klassische Akademie“, wo er gute Lateinkenntnisse erwarb. Die Familie lebte etwas außerhalb der Stadt während sein Bruder William und er im Westhafen logierten. Er verbrachte viel Zeit damit durch die engen, dunklen Gassen des alten Edinburgh zu wandern.
Nachdem er 1816 die Schule verlassen hatte, war er als Hilfsschreiber tätig. Sein Bruder hatte inzwischen eine Buchhändlerlehre begonnen und schlug ihm vor, er solle sich als Antiquar betätigen und einen Stand einrichten und dort seine eigenen Schulbücher, die alten Bücher aus dem Haus und einige billige Taschenbibeln anbieten. Chambers begann als Straßenhändler zu arbeiten und hatte einen kleinen Stand am Leith Walk, gegenüber der Pilrig Avenue, wo er nun die Bücher seines Vaters verkaufte. Da er in diesem Geschäft gute Erfolge hatte, konnte er 1822 in bessere Räumlichkeiten am India Place und später in die Hanover Street wechseln. Er kam hierbei mit bedeutenden Männern aus Edinburgh in Kontakt und begann sich ausgiebig mit literarischen Arbeiten zu beschäftigen und selbst zu schreiben.
Sein Bruder hatte inzwischen eine einfache Druckerpresse erworben und einen Verlag gegründete. Schließlich taten sich die Brüder zusammen: Robert versuchte sich als Schriftsteller, William druckte seine Werke. Bis 1832 hatten die beiden ein gut funktionierendes Druck- und Verlagshaus geschaffen, das unter anderem die Wochenzeitung Chambers’s Edinburgh Journal produzierte.
Am 7. Dezember 1829 heiratete Chambers Anne Kirkwood, das einzige Kind von John Kirkwood. Sie bekamen 14 Kinder. Drei starben schon im Kindesalter, drei Söhne und acht Mädchen überlebten.
In den 1830er Jahren begann sich Chambers besonders für Geologie zu interessieren, die damals einen mächtigen Aufschwung erlebte. 1840 wurde er in die Royal Society of Edinburgh aufgenommen, 1844 auch in die Geological Society of London.
In den Vestiges of the Natural History of Creation von 1844 vertrat Chambers  die Idee einer umfassenden natürlichen Evolution und spannte den Bogen von der Astronomie über die Geologie bis zur Biologie. Seine Autorschaft wurde erst 13 Jahre nach seinem Tod in der 12. Auflage bekanntgegeben. Nach seinem Tod führte zunächst sein Bruder William die Geschäfte bis zu seinem Tod fort. Anschließend wurde sein Sohn Robert Chambers (1832–1888) Geschäftsführer.

## Schriften

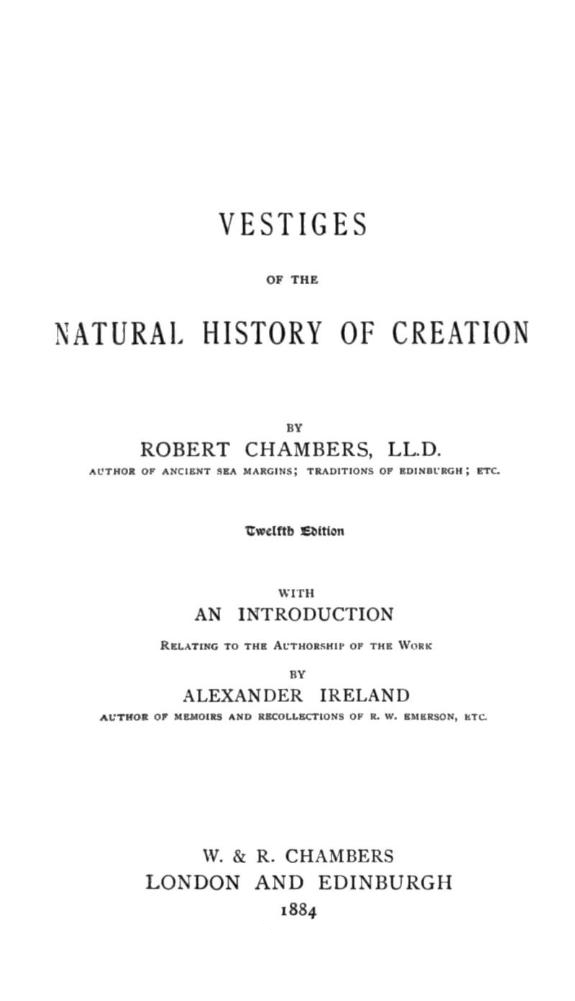
1884: 12te Auflage der Vestiges of the Natural History of Creation nun mit Nennung des Autors, erschienen im eigenen Verlag

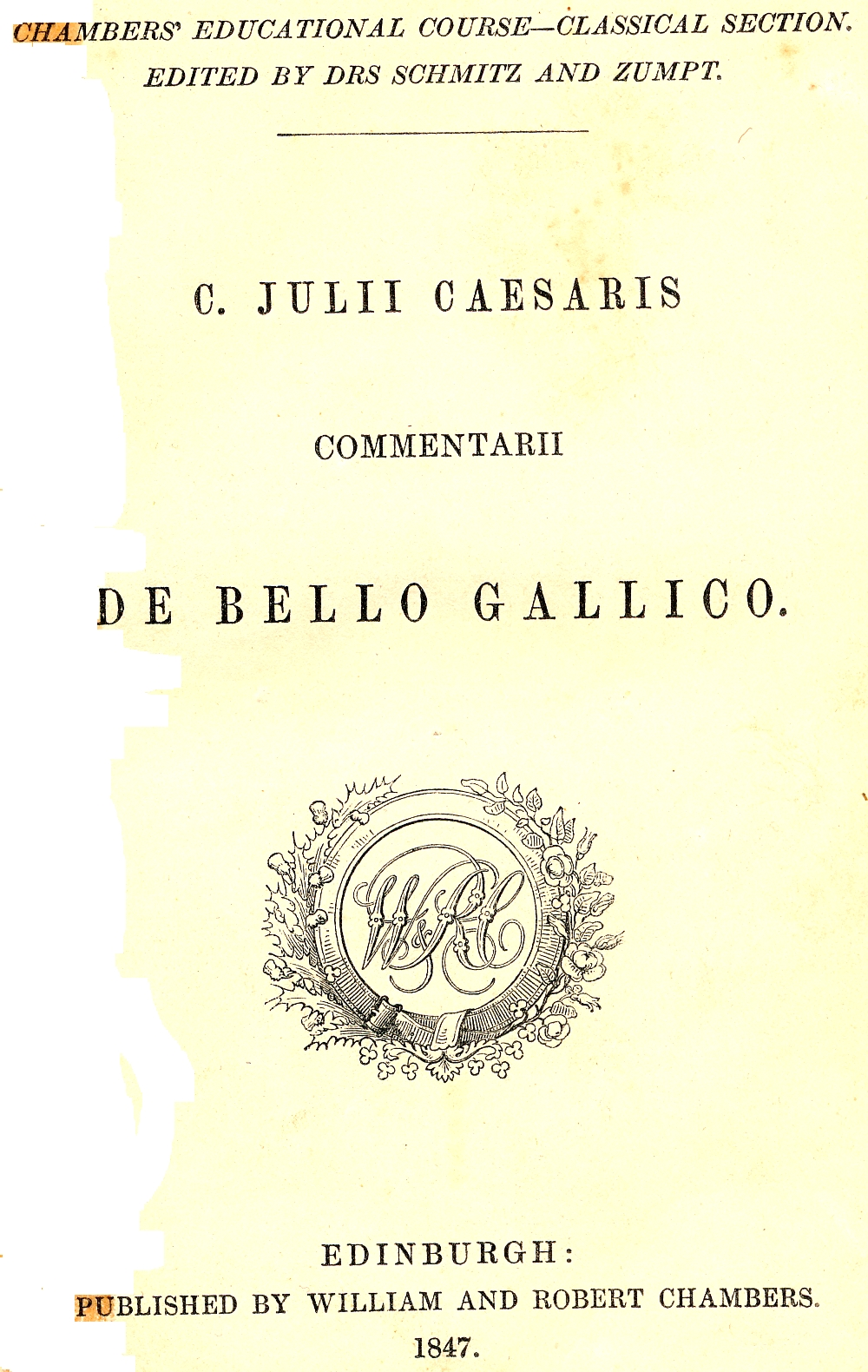
Kommentare zu Caesar: De Bello Gallico, Edinburgh 1847 (Titelseite)

- The Kaleidoscope, or Edinburgh Literary Amusement. 1821–1822.
- Illustrations of the Author of Waverley. 1822.
- Traditions of Edinburgh. 1824.
- Notices of the Most Remarkable Fires with have Occurred in Edinburgh. 1825.
- Walks in Edinburgh. 1825.
- Popular Rhymes of Scotland. 1826.
- Picture of Scotland. 1827.
- History of the Rebellion of 1745. 1828.
- Scottish Ballads. 1829.
- Scottish Songs. 1829.
- The Picture of Stirling. 1830.
- Life of King James I. 1830.
- Gazetteer of Scotland (with William Chambers). 1832.
- Scottish Jests and Anecdotes. 1832.
- Life of Sir Walter Scott. 1832.
- History of Scotland. 1832.
- Reekiana, or Minor Antiquities of Edinburgh. 1833.
- Biographical Dictionary of Eminent Scotsmen. 1833–1835.
- Life and Works of Burns. 1834.
- Jacobite Memoirs of the Rebellion. 1834.
- History of the English Language and Literature. 1835.
- Poems. 1835.
- The Land of Burns (mit John Wilson). 1840.
- Cyclopaedia of English Literature (mit Robert Carruthers). 1840.
- History of the Rebellion of 1745. 1840.
- Vestiges of the Natural History of Creation (anonym veröffentlicht). 1844.
- Twelve Romantic Scottish Ballads. 1844.
- C. Julii Caesaris: Commentarii De Bello Gallico. 1847.
- The Chambers Book of Days. 1864. Historische, biografische und anekdotische Texten in Kalendereinteilung. Lippincott, Philadelphia 1879. (online)
- The Chambers Dictionary. 9. Auflage. Chambers, 2003, ISBN 0-550-10013-X.